# 山新
株式会社山新（やましん、英: Yamashin INC.）とは、ホームセンター・家具小売店を運営する企業である。

## 概要
1869年（明治2年）に山口新八が石岡市で和家具製造販売の山新箪笥店を開業し、1952年（昭和27年）に株式会社となり、1964年（昭和39年）に家具チェーン店を展開した。1976年（昭和51年）にはジョイフル山新を開店し、ホームセンター業界に進出した。
主に、茨城県内を中心に店舗を展開している。経営元の山新の本社所在地は茨城県水戸市千波町で、同社は「ホームセンター山新」、「インテリアショップ山新」（家具店）、「ケンズガレージ」（自動車用品店）、「トモニー」（ペットショップ）などの業態を複数展開している。また、「山新グランステージ」と呼ばれる山新が展開する店舗を集めた大型複合ショッピングセンターを水戸市とつくば市に出店しており、大きな収益を収めている。近年では、福島県や栃木県など他県にも進出している。
ホームセンター事業進出から「ジョイフル山新」として営業していたが、現在の店舗名は、看板なども含め「ジョイフル」の部分がなくなり「山新」に変更されている。